# Histoire du wing chun
L'histoire du wing chun était initialement transmise oralement de maître à élèves, plutôt que transcrite dans des documents. Il s'avère donc difficile de confirmer ou clarifier les différentes affirmations sur sa création. Certains auteurs ont cherché à appliquer les méthodes philologiques de la critique radicale aux récits oraux du wing chun et d'autres arts martiaux chinois. D'autres ont tenté de discerner l'origine véritable du wing chun par l'analyse de ses techniques. 
Les premières mentions de cet art martial dans des documents non contestés apparaissent seulement au XIXe siècle, à l'époque du maitre Leung Jan, rendant son histoire ultérieure et les divergences des différentes branches plus propices à la vérification documentaire.

## Traditions orale

### La légende de Ng Mui
(juillet 2009).
Si vous disposez d'ouvrages ou d'articles de référence ou si vous connaissez des sites web de qualité traitant du thème abordé ici, merci de compléter l'article en donnant les références utiles à sa vérifiabilité et en les liant à la section « Notes et références ».
Au XVIIe siècle, Ng Mui (五梅, wǔ méi, Ng Mui en cantonais), la seule femme dans la légende des « Cinq maîtres du Shaolin du Fujian » (monastère dont la réelle existence est encore aujourd'hui débattue), ayant survécu à la destruction de ce temple par le gouvernement Mandchou de la dynastie Qing. Après s'être battue farouchement, puis avoir fui pour échapper aux persécutions des Mandchous, elle serait allée se réfugier dans le temple de la Grue blanche, sur le mont Tai Leung. Là elle put de nouveau se consacrer à la pratique du Bouddhisme Chan (ou Zen) et au développement de son nouvel art, le wing chun. Elle réfléchit longuement sur une forme d'art martial accessible aux plus faibles physiquement et qui leur permettrait de battre des experts d'arts martiaux externes, mais surtout elle voulait construire un art accessible et rapide dans l'apprentissage pour combattre l'envahisseur Mandchous. Elle fut finalement inspirée par le combat entre une grue et un serpent. Par ses observations, elle créa un nouveau système de combat : l'objectif de Ng Mui était de vaincre l'ennemi non par la force mais par la méthode. Dans cette optique, elle retira du style les mouvements de grande amplitude et les mouvements artistiques (cette légende existe aussi pour la création Taiji quan dans lequel une autre légende d'un moine taoïste, ayant observé le combat entre une grue blanche et un serpent, remarqua que les mouvements circulaires et ininterrompus du serpent étaient plus efficaces que des mouvements secs et droits de la grue).

### Yim Wing-chun, l'héritière de la nonne Ng Mui
Poursuivie par les Mandchous car son père avait été accusé de crime dans un autre canton, Yim Wing-chun, 严咏春, accompagnée de son père se réfugia sur le mont Tai Leung où elle fit la connaissance de Ng mui. Ng mui prise de sympathie pour le père et sa fille enseigna les concepts de son nouveau style à Yim, qui depuis porte le nom de la jeune fille. On ne sait pas combien de temps les deux jeunes femmes passèrent à parfaire leur art mais Yim quitta le temple à la mort de son maître.

### Leung Bok-chau, mari et disciple
Yim Wing-chun épousa Leung Bok-chau, un marchand de sel. Elle lui transmit le système de combat que lui avait transmis Ng Mui. Leung pratiquait déjà ce 武術 Wushu avant son mariage. Il n'avait jamais prêté attention aux théories sur l'art martial. Après son mariage, elle lui montra de quoi elle était capable et le battit à plate couture. Elle lui enseigna ensuite l'art du combat. En hommage pour sa femme, il transmit le système sous le nom de wing chun kuen. Le sens historique de 詠春 est "Promesse d'avenir", un renouveau sectaire de la forte puissance du Lotus Blanc qui avait déjà permis de chasser quelques siècles auparavant l'envahisseur mongol. Leung  continua à s'entraîner avec sa femme jusqu'à maîtriser lui-même parfaitement le wing chun. Par la suite, il enseigna le style à un herboriste nommé Leung Lan Kwai...

### Histoire d'après les branches Yip Man et Pan Nam
L'histoire de ce style est chinoise. Elle a été étudiée et développée par la branche filiale du maître Pan Nam, d'une part, et par l'enseignement de Liang Bi (梁璧) à Yip Man d'autre part. Elle est à ce jour reconnue officiellement[Qui ?]. 
Un moine du monastère de Shaolin dans la province du Henan, dans la montagne Songsan, 河南嵩山少林寺, a transmis à son élève Zhang Wu (張五), qui avait cinq disciples. Ici, aucune destruction réelle du temple du Shaolin par les Mandchous. Il ne fut du reste jamais détruit historiquement mais incendié en partie au début du XXe siècle. Le temple du Shaolin du Fujian ou Fukien selon les orthographes, n'ayant jamais existé, il s'agissait en réalité durant la résistance à l'envahisseur mandchou, de s'identifier en résistance par des présentations codées du style : « Je viens du Shaolin du Fujian ». 
Le principal de la transmission fut donné à deux disciples, Huang Hwabao (黃華寶) et Liang Erdi (梁二娣). Et de là, les deux, ensemble, (et non pas un seul...) transmirent au bon médecin Liang Zhan (梁贊), qui existe également dans la version "Légende" ci-dessus. Le médecin a transmis à quatre disciples, dont imparfaitement à Chen Hwa-shun (陳華順), qui sera le premier maître de 葉問 Ye Wen, Yip Man en cantonais. Ce maître est mort de vieillesse avant d'avoir achevé sa transmission à Ye Wen. Or Chen Hwa-shun (陳華順) est la succession principale parce qu'il a eu seize disciples dans sa vie, mais treize furent ses disciples principaux. Et Chen Hwa-shun (陳華順) n'a jamais reçu qu'une transmission imparfaite, voulue par le médecin Liang Zhan (梁贊), qui transmit tout l'art seulement à son fils Liang Bi (梁璧). De ces treize principaux, 葉問 en chinois traditionnel, ( 叶问 en chinois simplifie, Ye Wen en pinyin mandarin, Yip Man en cantonais) saute une génération de transmission, car il ne désigne aucun successeur. 葉問, Ye Wen, n'est pas principal de la transmission, il a eu beaucoup de chance de rencontrer par hasard le fils Liang Bi (梁璧) du médecin Liang Zhan (梁贊), qui va lui compléter sa formation, mais cela ne fait pas de Ye Wen un membre de la filiation. Ye Wen l'écrivit en chinois traditionnel dans un manuscrit de sa main toujours consultable. 
Voici la raison pour laquelle à sa mort Ye Wen (Yip Man) n'avait signalé le moindre successeur et ne transmit pas. Il enseigna à beaucoup d'élèves durant deux périodes de sa vie, mais n'eut jamais l'autorisation de transmission filiale, n'appartenant pas directement à la branche historique d'origine de Zhang Wu à Liang Zhan.

## Hypothèse de la troupe d'artistes d'opéra de la «Jonque Rouge»
Selon cette hypothèse, la création du wing chun est rattachée à une troupe d'artistes d'opéra cantonais de la « Jonque Rouge », naviguant dans le delta de la rivière des Perles.

## Hypothèse de la secte de résistance contre l'envahisseur Mandchoue
Le nom 嚴詠春 Yán yǒng chūn  était une secte en résistance contre l'envahisseur Mandchoue. 武術 Wǔshù, l’art martial développé se fit (嚴 Yán signifiant au XVIIe siècle hermétique) dans la salle de réunion appelée "Ecole de la petite pratique de la promesse de restauration", 小練詠春堂 xiǎo liàn yǒng chūn táng. 堂 táng a le sens de salle dans le sens de générations, ou cousinage germain paternel en français. Plus tard, elle se déplace en secret au sein d'une troupe d'artistes d'opéra cantonais en 帆船 Fānchuán naviguant dans le delta de la rivière des Perles